# 中车唐山机车车辆
中车唐山机车车辆有限公司（英語：CRRC Tangshan Co., Ltd.），简称“唐车”，当地人俗称“南厂”，也是中国中车股份的全资子公司之一，主力制造铁路客车及动车组，是中国首批91家创新型企业之一，也是中国铁道部确定的铁路装备现代化重点企业、高速铁路客运装备制造基地之一。截至2010年，唐车总占地99万平方米，员工近6000人。
唐山轨道客车位于河北省唐山市丰润区，前身为唐山机车车辆厂，始創于1881年，是中国历史最悠久的铁路机车车辆厂，曾经生产了第一台中国制造的蒸汽机车、铁路客车，被誉为“中国铁路机车车辆工业的摇篮”。经过百多年的发展，至今已形成了由高速动车组、城市轨道交通车辆、普通铁路客车、特种车4个系列构成的产品体系，具有年产高速动车组780辆、检修400辆、城轨车800辆、碳钢铁路客车400辆的生产能力。

## 历史

### 晚清时期
19世纪末，清政府中一批洋务派官员例如曾国藩、李鸿章等人，开始了“师夷之长技以制夷”的洋务运动，在各地创办民用企业，如上海轮船招商局等。由于上海轮船招商局用煤的需要，轮船招商局总办唐景星（廷枢）建议开采直隶开平煤矿。这个建议得到当时直隶总督李鸿章的支持，经清廷批准于光绪三年（1877年）成立了开平矿务局。在筹备开矿过程中，唐景星又建议从开平矿区至北塘河口，修筑一条铁路，以便将煤运抵北塘河口，经海运送往上海、天津等地。清政府随后决定修筑一条由唐山至胥各庄的轻便铁路，称“运煤铁路”，并声明铁路建成后不准运行机车，要以“骡马拖曳”。光緒七年（1881年），唐胥铁路动工，聘英國工程师克劳德·威廉·金达為總工程師，由開平礦務局集資修築，同年11月建成通车。唐胥铁路成为中国第二条铁路，也是第一条由清政府主张兴建的官办铁路、中国第一条标准轨距铁路。

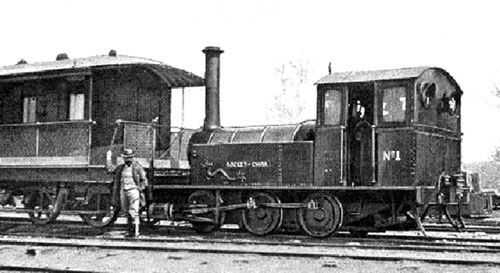
克劳德·威廉·金达与「中国火箭号」蒸汽机车合影

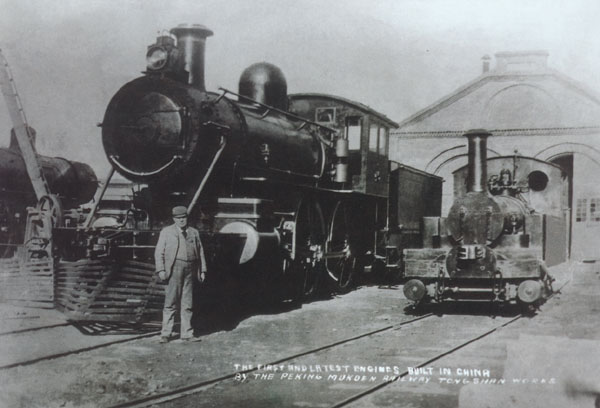
19世纪末，金达与美国进口蒸汽机车（左）、中国火箭号（右）在胥各庄修车厂内合影

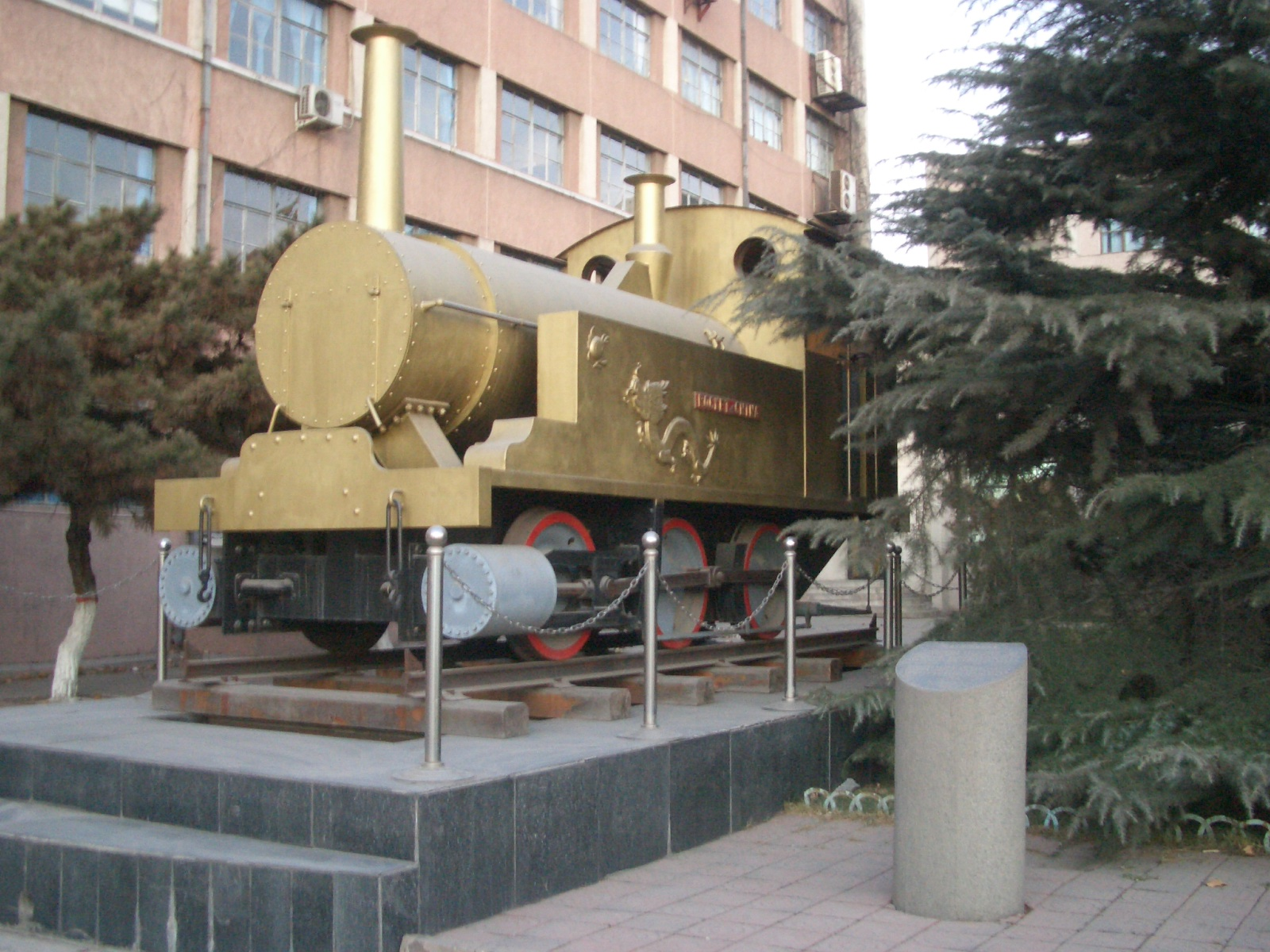
唐山机车车辆厂内“中国火箭号”蒸汽机车的复制品

在修筑铁路的同时，开平矿务局亦同时在丰润县（今丰南县）建立了胥各庄修车厂，是中国第一家铁路工厂。工厂初建时，从属开平矿务局，规模很小，只有几十个工人和简陋的厂房，总共十几台小型机床，其中大部分为手摇机床，少数为蒸汽机动力的机床。工厂专门修造唐胥铁路上使用的煤车，先后制造出载重5吨、10吨、12吨的运煤车。唐胥铁路建成后初期以骡马作为牵引动力，至1882年，开平煤矿的煤产量猛增，骡马拉车力不胜任，大量煤产囤积。为解决牵引动力的问题，胥各庄修车厂按照金达提供的机车图纸，在金达的指导下使用开发矿井用的轻型卷扬机锅炉、蒸汽机及钢铁材料，组装成中国第一台蒸汽机车，开平矿务局英籍总工程师薄内（R.R.Burnett）的妻子，仿照乔治·斯蒂芬森在1829年设计的火箭号蒸汽机车（Rocket），将这台机车命名为“中国火箭号”（Rocket of China）。据文献记载，这台机车长度为18英尺8英寸（约合5.7米），只有三对动轮而没有导轮和从轮，华氏轮式为0—6—0。由于机车的两侧各镶嵌了一条用黄铜镌刻的代表清廷的五爪飞龙，所以这台机车又称“龙号机车”。
1883年，胥各庄修车厂仿照欧洲车辆的式样，为开平矿务局的官员制造一辆一等客车，开启了工厂制造铁路客车的历史。随着开滦煤矿的规模日益扩大，唐胥铁路也一直发展。1885年8月，直隶总督李鸿章采纳了开平矿务局拟将矿务和铁路“分为两事”的建议，奏请清政府批准，于1886年组织了开平铁路公司，亦称开平铁路局，由伍廷芳任总办，主管唐胥铁路和胥各庄铁路工厂，成为中国独立经营铁路的开端。1887年2月，清政府将铁路事务划归总理海军事务衙门管辖，从此铁路成为国家要政之一。
1888年8月，唐胥铁路已经延伸至天津，改称唐津铁路，并开始开行客货列车。由于运输量的增大，胥各庄修车厂已不能适应需要，同时，由于开平矿务局设置在唐山，许多需要修理的煤车都在唐山矿区，工厂用煤还需从唐山运去，为方便工厂的作业，胥各庄修车厂于1888年迁至唐山西马路23号，与开平矿务局一墙之隔，改名为唐山修车厂，规模有所扩大。1889年，唐山修车厂为慈禧太后专门制造了一辆“銮舆龙车”，车身两侧饰有镀金雕龙，车内设施豪华，地板铺以瓷砖及洋毯，两边以缎帘为屏障。1894年，唐山修车厂成为中国北方最早使用电力的企业。
1899年，铁路总局在该厂以南地区（今唐山市路南区南厂路）购买了大片的土地，动工兴建新厂，俗称“南厂”，西马路23号旧厂址俗称“北厂”。1900年爆发义和团事件和八国联军入侵，俄军继而在同年10月占领唐山，接管工厂。1903年修车厂由旧厂陆续迁至新厂，占地达34万平方米，有机车分厂和客货分厂两个分厂，两个分厂各有厂房10个，并增添了一些较为先进的机器设备，如炼铁炉、蒸汽锤、平削机、旋削机、剪切机、错磨机等，全厂各种机器设备已达700多台。工厂的产能也大大提高，每年可修造机车10辆，货车400辆，客车30辆。生产的客车种类有头等卧车、头等餐车、公事车、行李车、邮政车及普通、二、三等客车。而货车有敞车、高边敞车、棚车和油罐车。全厂工人已达3000余人，最多时可达4000余人，是当时中国国内规模最大的铁路机车车辆厂。
由1893年至1907年，唐津铁路已经先后延伸至山海关、北京和奉天（今沈阳），名为京奉铁路，因此唐山修车厂在1907年更名为京奉铁路唐山制造厂。

### 中華民国时期
1928年6月，北伐的国民革命军占据北京，南京国民政府宣布“统一告成”，并将北京改名为北平，从而标志着北洋政府的覆灭，京奉铁路也随即更名平奉铁路，唐山制造厂也再次更名为平奉铁路唐山制造厂。1929年4月15日，東北易幟后奉天省及奉天市分别改称辽宁省和沈阳市，京奉铁路改称北宁铁路，同年5月，工厂再度更名为北宁铁路唐山制造厂。
和许多其他中国早期的铁路工厂一样，唐山制造厂也是中国共产党的一个早期建党活动据点，并发起过多次工人运动。1920年代初，张太雷、谌小岑、邓培等人开始在津唐地区建立地下党组织。1919年，曾为唐山制造厂工人的邓培在五四运动期间参与了唐山工人组织“职工同人会”和“十人团”，发动罢工、罢课、罢市。1921年春，邓培以上述两个组织为基础，成立“唐山制造厂工会”，是中共在唐山最早的地方组织之一。1922年7月，中共唐山地委成立，并领导唐山工人掀起了3次大罢工，工人代表向资方提出改善待遇的要求。同年10月中旬至11月中旬，唐山铁路、煤矿、水泥、纺织等行业近5万产业工人为争取改善待遇和权利，先后举行了跨产业联合罢工。10月13日，京奉铁路唐山制造厂3000名工人率先发起罢工8天。

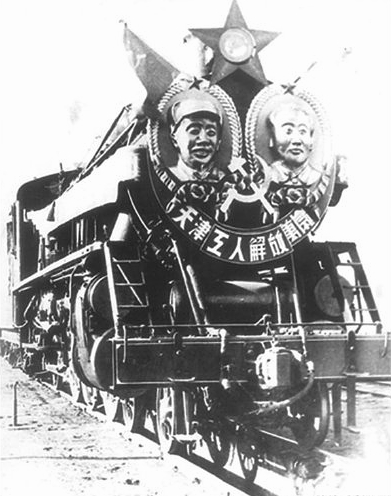
“新天津解放号”机车

1933年，日本侵略冀东，同年5月唐山被日军侵占，唐山制造厂被日军控制，并派賀來惟利担任厂长。据统计，到1937年，唐山厂共制造机车62辆，但大部分关键组件仍然主要依靠进口，如锅炉门、车轴、车轮、注油器、预热器、仪表、车钩等。1945年日本投降后，国民政府交通部接收了唐山制造厂，但因管理不善、国共内战等各种原因，生产效率一直不高。1946年间，北宁铁路唐山制造厂又爆发了反对克扣工人和解雇女工、童工的抗争。
1948年12月12日解放军接管唐山，1949年3月唐山工厂由军管会转为中国人民革命军事委员会铁道部直接领导，北宁铁路唐山制造厂改称铁道部唐山铁路工厂。1949年4月，唐山铁路工厂职工响应“加强生产，支援前线”的号召，在一台刚修复的机车前部镶装上毛泽东和朱德的浮雕像，并命名为“新天津解放号”，随后开上了京山铁路。
1949年5月9日，时任中共中央书记处书记刘少奇前往唐山铁路工厂视察，并为该厂题词：“发挥工人的智慧，创造新世界”。同年6月4日，时任中国人民解放军总司令朱德，在聂荣臻、黄克诚、杨成武、黄敬等陪同下也到该厂视察，朱德为工人题词：“努力工作，完成二十万公里铁道的任务。”聂荣臻也为该厂题词：“依靠工人阶级的积极性和生产创造性，发展新中国的交通事业。”

### 中华人民共和国时期

#### 自力生产

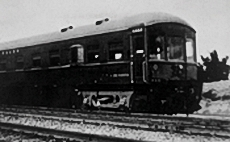
1953年唐山工厂设计制造的第一代机械传导轨道检查车

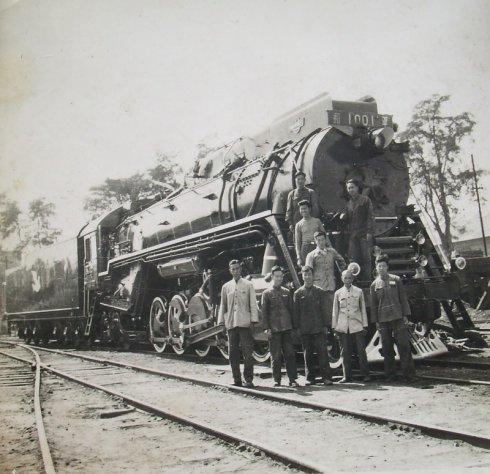
1958年10月的国庆节，唐山工厂工人与第一台和平型货运蒸汽机车（1001）合影

中华人民共和国建国后对工厂进行了多次技术改造。在建国初期的“百废待兴”国民经济恢复时期，唐山铁路工厂以修复旧有机车为主。在1953年开始的中国第一个五年计划中，铁道部调整铁路工业结构，将部属20个工厂划分为制造厂和修理厂，设机车车辆制造局和机车车辆修理局分别管理。其中唐山铁路工厂改称唐山机车车辆修理工厂，主要承担机车车辆修理和少量车辆制造任务。
1952年1月，时任铁道部副部长吕正操向唐山工厂下达了研制轨道检查车的任务。1953年5月29日，在唐山工厂工程师唐仲谦的带领下，唐山机车车辆修理工厂研制出中国第一台轨道检查车，并在当天上路运行；铁道部更为唐仲谦记大功一次，授予“全国铁路优秀工作者”金质奖章和发明创造奖，并奖励唐山工厂5000万元旧人民币（相当于现在人民币5000元）。同年6月开始设计生产21型硬座车、硬卧车，生产中还采用了样板下料、冲压成型、钻模加工等新工艺和快速铆钉操作法。1958年，唐山工厂按照大连机车车辆工厂、济南机车厂提供的图纸，开始小批量试制跃进型、和平型、红旗型蒸汽机车，还研制出中国第一辆铝合金车身铁路客车，并在北京“全国工业交通展览会”上展出。同年中国铁路机车车辆工业体制再度改革，1958年9月14日，根据铁道部指示，唐山机车车辆修理工厂改称铁道部唐山机车车辆工厂，直接隶属于中华人民共和国铁道部机车车辆工业总局。1960年，唐山工厂和大连工厂合作，在MA6（ㄇㄎ6）型机车的基础上改造设计并试制出第一台上游型蒸汽机车。
唐山机车车辆厂也是中国铁路特种车辆的主要制造厂家之一。1956年，铁道部原打算委托德意志民主共和国设计生产一辆毛泽东专用列车所需的行李车，但东德认为只生产一辆，且机械构造独特前所未有，不愿接受；铁道部后将这项设计制造任务交给了唐山机车车辆厂。1958年唐山工厂研制成功首辆特种行李车（车号为XL 3373，现存中国铁道博物馆），在1959年设计制造了中国首批公务车，而几十年来毛泽东的专列一直由唐山厂负责检修。1960年代，中国航天工业和国防部门急需专用列车，唐山工厂在1961年研制成功能够运送火箭、导弹，车顶可拆卸的特种行李车；1962年至1964年，唐山工厂又相继设计了EX型振动试验车和军用特种行李车。此外，唐山机车车辆厂也是中国最早进入出口市场的铁路车辆制造厂，分别于1957年和1965年为越南民主共和国（北越）设计制造了车辆共计76辆、自力型米轨蒸汽机车66台；1972年为朝鲜制造铁路车辆。
在1960年代，出于国防考虑，中央作出“三线建设”的决定。1964年9月28日，唐山机车车辆工厂的120名职工奉命调往四川、云南、贵州支援大三线铁路建设。1967年根據铁道部統一安排，唐山工廠停止檢修蒸汽機車。1970年6月，铁道部与交通部、邮电部下辖的邮政部合并为新的交通部，铁道部唐山机车车辆工厂亦改称交通部唐山机车车辆工厂。1974年改進設計並試驗成功22型軟臥車，被交通部定為工廠的主導產品。至1975年2月，铁道部由交通部分离，从新恢复了铁道部，工厂重用铁道部唐山机车车辆厂的名称。在文化大革命期间，唐山厂仍然努力争取国家投资，并依靠自筹资金，研制调车用内燃机车。在大连机车车辆厂的协助下，1976年1月试制成功第一台东风5型电传动调车内燃机车。

#### 震后重建

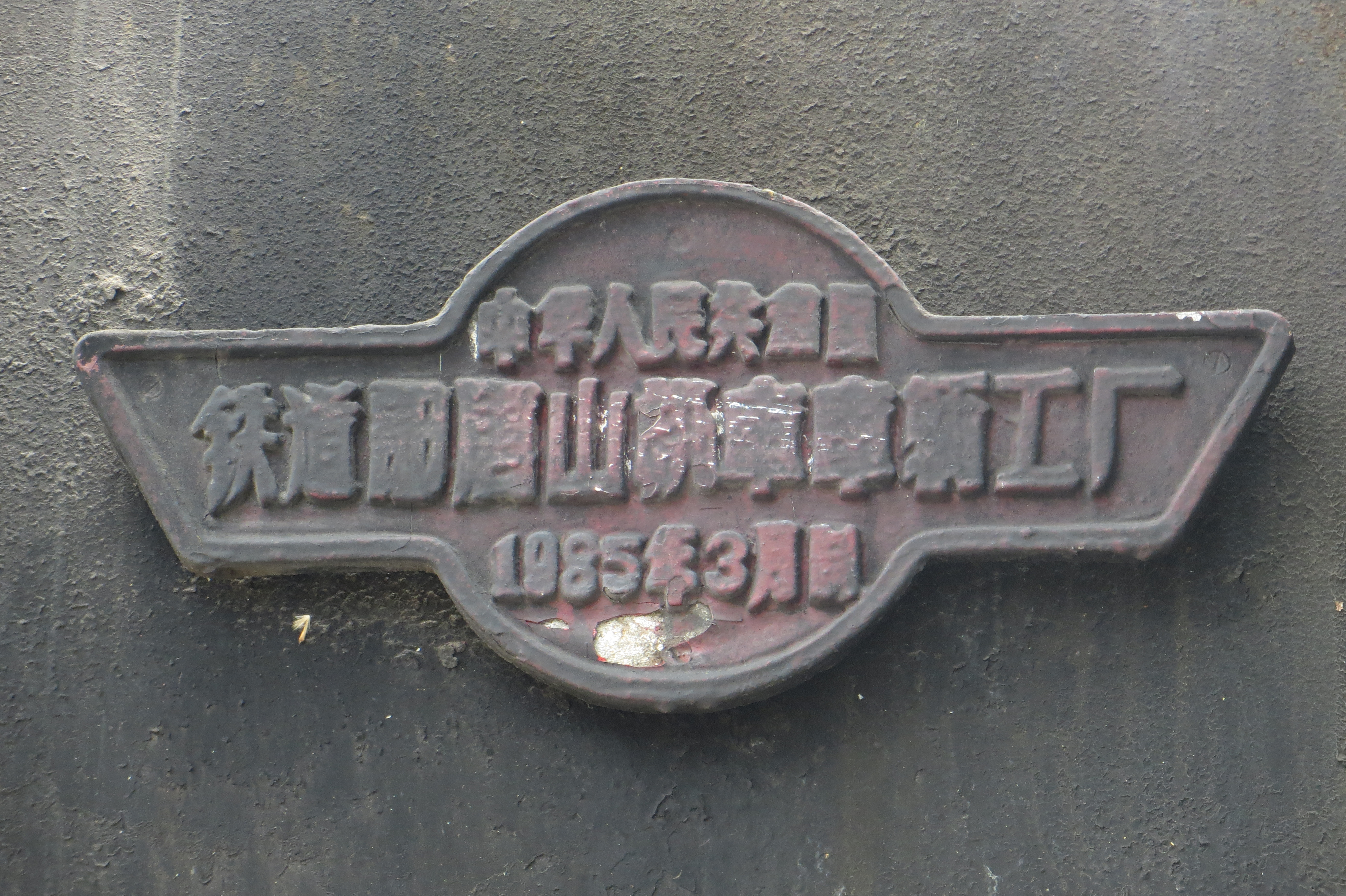
开滦国家矿山公园内唐山机车车辆厂1985年制上游型蒸汽机车上的铭牌

1976年7月28日，发生了震惊中外的唐山大地震，唐山机车车辆厂所在的路南区为震中，厂房绝大部分全部被夷为平地，1768名职工遇难。地震发生后唐山机车车辆厂职工在一片废墟搭建起临时厂房，在不到两个月的时间，于1976年9月赶制出一台东风5型内燃机车（0002），取名“抗震号”，成为震后第一台出厂的机车。1979年至1990年，唐山机车车辆厂的重建被纳入“六五”、“七五”规划，在距离原厂址以北30公里的丰润区现址，投资3.5亿元人民币，建设一个占地面积达123万平方米的新厂。而路南区的老厂至今仍然保留铸钢车间遗址（39°35′39.65″N 118°11′17.42″E / 39.5943472°N 118.1881722°E），是唐山市共保留下7处地震遗址之一，也是国家级文物保护单位，现已纳入唐山市地震遗址公园，另外还有地震未毁的老水塔等遗迹。
1986年，唐山厂的客车新造业务全面迁到新厂并投产。此后随着中国实行“铁路现代化”政策，唐山厂的产品也变得更多元化，又对新造客车系统实施扩能改造。1989年研制生产了日元贷款高档国际招标车25A型空调硬卧车；1991年10月成功试制25G型空调硬卧车；1992年研制成功25B型空调硬卧车、空调软坐车，并于同年率先全面转产25型铁路客车，形成了25型客车、特种车和米轨车三个产品系列，新造客车生产能力增加到年产500辆。1994年5月1日起，按铁道部要求，鐵道部唐山機車車輛廠改稱為唐山機車車輛廠，并于1995年进入中国500家最大工业企业行列。1997年4月设计制造了电传动自行内燃公务动车，配属哈尔滨铁路局，作为铁道部、局领导下线办公视察及指挥救援抢险的专用车辆；同年开始生产25K型提速客车。1998年6月18日，制造了中国首列双层内燃动车组庐山号。

#### 体制改革
中国铁路机车车辆工业在1990年代末经历了一次大变革。唐山机车车辆厂自1949年起，历史上先后分别隶属中央人民政府铁道部、第一机械工业部、铁道部机车车辆工业管理总局、交通部工业局、铁道部工业局、中国铁路机车车辆工业总公司。1996年，中国铁路机车车辆工业总公司改组为控股公司。2000年，随着国企主辅分离、辅业改制的浪潮，中国铁路机车车辆工业总公司重组为中国北方机车车辆工业集团公司和中国南方机车车辆工业集团公司，唐山机车车辆厂作为重要组成部分划归为中国北车集团，工厂名称改为中国北车集团唐山机车车辆厂。
中国北车集团下辖众多企业，存在着业务重叠和实力悬殊。为发挥业务优势，提升集团竞争力，北车于2006年决定进行资源重组。2006年11月3日，中国北车集团下发了《中国北车集团公司关于客车制造业务整合资产重组的决定》。中国北车集团唐山机车车辆厂分立为唐山轨道客车有限责任公司和唐山轨道交通装备有限责任公司，将原来的唐山机车车辆厂新造和修理业务二分，其中唐山轨道客车公司继承了客车新造业务及动车组引进项目，其余机车检修、客车修理划归唐山轨道交通装备公司。同时将唐山轨道客车公司与长春轨道客车股份有限公司实现资源整合，使技术资源和管理资源实现了共享。

#### 持续发展
然而在2000年代初，唐山机车车辆厂也经历了一段长期的不景气，和当时许多其他中国铁路装备制造企业同样面临着产能过剩、产品落后、职工数量多、设备陈旧、亏损累累的问题。即使是多次在全国技能大赛夺冠的唐车著名职工、劳模张雪松，曾经两个月的工资加起来只有500多元人民币，当时也有不少唐车职工被停薪留职，或直接“跳槽”到其他铁路企业。但在此期间工厂仍然进行研发，2003年3月研制出TSD09型动力分散液传摆式内燃动车组，但并没有投入运用。2003年起北京控股磁悬浮公司、国防科技大学与唐山机车车辆厂合作，研制了一辆常导中低速磁悬浮工程化样车，并于2005年7月底在唐山机车车辆厂下线。2008年5月，全长1.547公里、位于唐车厂区内的中国国内首条中低速磁悬浮列车工程化试验示范线——北控中低速磁浮(唐山)工程化试验基地正式落成，科技部将其确立为国家科技支撑计划中低速磁悬浮交通试验基地。
从2005年开始，唐山机车车辆厂在铁道部的组织安排下，实施国外先进技术的引进消化吸收再创新战略，与德国西门子合作，研制时速300公里以上的CRH3型“和谐号”高速动车组，成为唐车的一大机遇。2005年底，唐山机车车辆厂和德国西门子股份公司与铁道部签订了300公里动车组技术转让协议、进口合同、国内制造合同、检修基地建设和维修合作框架协议。在60列动车组订单中，整车进口3列，在西门子公司生产；其余57列在唐山厂生产，关键零部件由西门子公司提供。由于唐车之前并没有制造高速动车、铝合金车体的经验，为此唐车投资超过3亿元人民币建立5000平方米的铝合金车体生产线，新厂房陆续引进了大批大型国外进口尖端数控设备，大大提高了企业技术装备水平；另外又预先获得制造中华之星动车组的铝合金型材，焊了一个车体样品置于厂内作为前期试验。2008年4月9日，首列国产化CRH3C“和谐号”高速动车组在唐山下线。
由于时速350公里高速动车组项目技术引进、消化、吸收、再创新，唐车亦逐步建立起自主的科技创新体系，建立了以产品研发中心、制造技术中心为核心，以科研机构、厂所院校为合作伙伴的产品研发体系，形成了协同研发的格局。2006年8月，国家科技部、国务院国资委和中华全国总工会联合确定了唐山机车车辆厂、长春轨道客车双双被列入国家首批创新型企业试点，纳入国家技术创新体系建设的重点范畴，意味着这些企业及其技术中心能享受国家在自主开发和创新能力建设等方面的优惠政策和资金扶持。2008年8月，唐山轨道客车与全国另外90家企业在经过两年试点后，被正式命名为首批创新型企业，也是河北省唯一一家。
2012年，唐车在福建省泉州市惠安县的子公司北车泉州公司（现称“泉州中车唐车轨道车辆有限公司”）投产，成为福建首个轨道装备修造基地。2013年，唐车在天津市东丽区的制造基地（现称“天津中车唐车轨道车辆有限公司”）投产，自此奠定了唐车拥有唐山、天津、泉州三大制造基地的格局。
2019年，唐车为古巴铁路现代化改造制造客车。5月20日，首批80辆客车抵达古巴。

#### 中国动车城
2009年，尽管唐车的动车总装配厂总面积已经达到2.8万平方米，但既有的生产空间已经不能满足生产需要，因此出现了“中国动车城”的构想。2009年6月6日，河北省、唐山市政府分别与中国北车集团签署战略合作框架协议，将以唐山轨道客车股份有限公司为基础，把唐山打造成中国高速动车组研发基地和最大的生产制造基地——中国动车城，并在用地价格、基础设施、研发资金等方面予以优惠扶持。但由于动车组产业链极长，意味着为动车城产业配套招商是非常庞大的工作。截至2009年，为唐车高速动车组供应零部件的国外供应商有82家，国内供应商有100多家，分布在机械制造、电力电子、信息技术、材料科学、空气动力等范畴，将产业链配套企业聚集在周围，对降低生产成本、加快产业技术升级有重要作用。“唐山丰润·中国动车城”总体规划面积35.2平方公里，近期规划区10平方公里，初期建设区域合计7.2平方公里，包括了核心区、碳钢区、扩展区和配套区。预计中国动车城在三至五年后能吸引入驻配套及关联企业100家以上，实现年销售收入1000亿元人民币，形成规模化配套产业集群。2010年7月，总投资6.09亿元的动车组制造能力提升技术改造项目已在核心区率先动工。

## 产品

### 蒸汽机车
- 中国火箭号
- 跃进型
- 和平型
- 红旗型
- 上游型
- 工建型
- 自力型（援助越南）

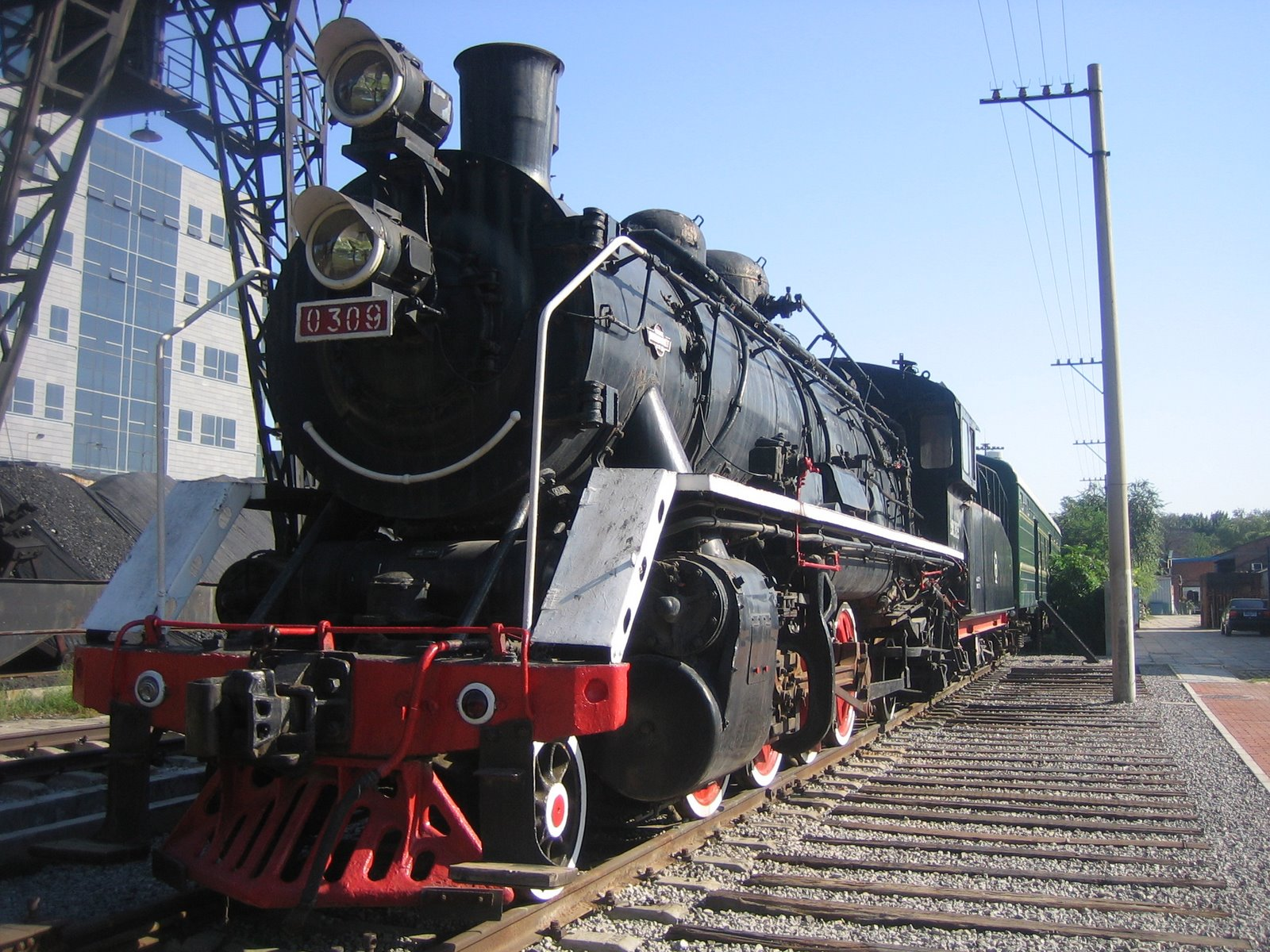
北京大山子艺术区的上游型蒸汽机车
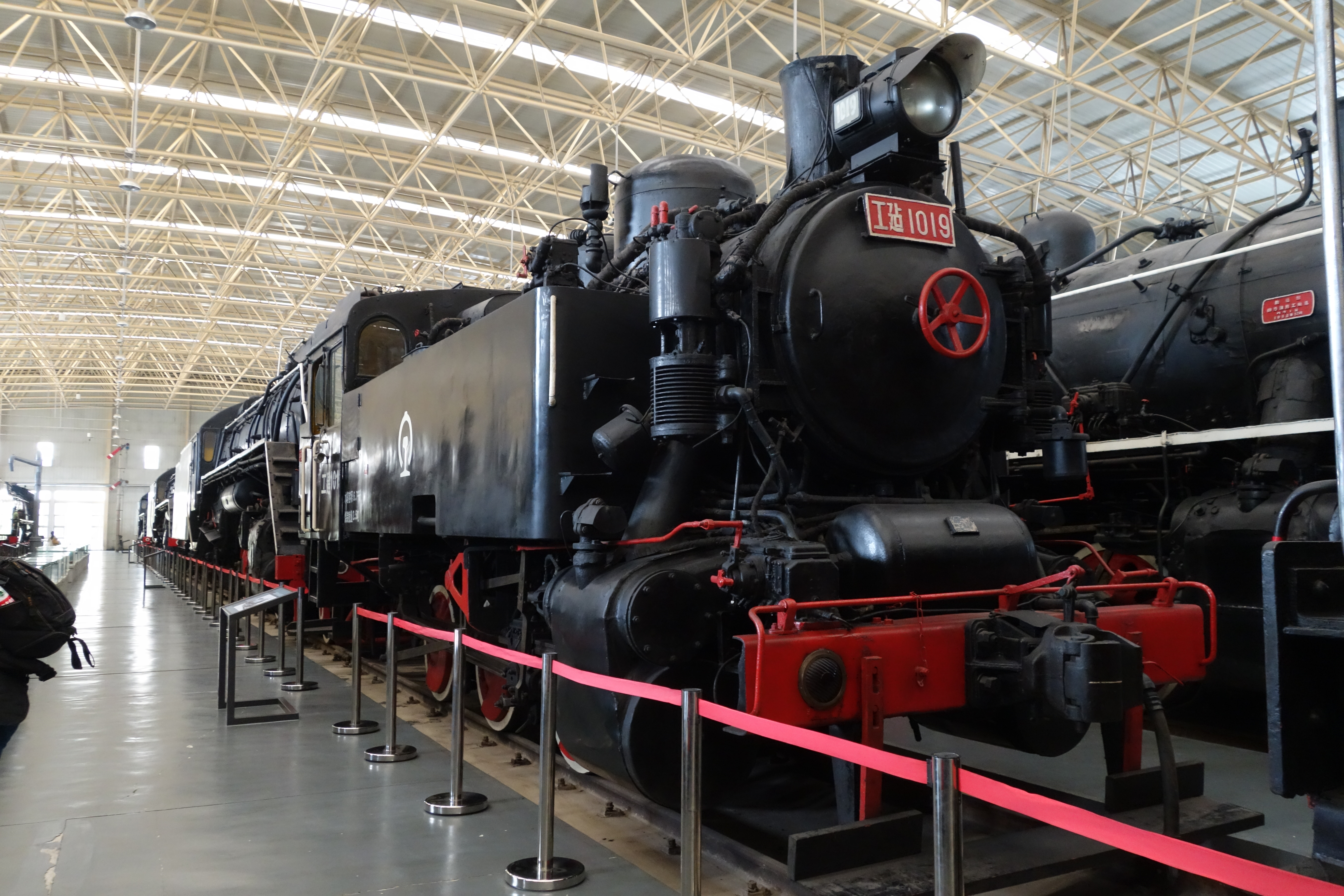
中国铁道博物馆静态展示的工建型蒸汽机车

### 柴油机车

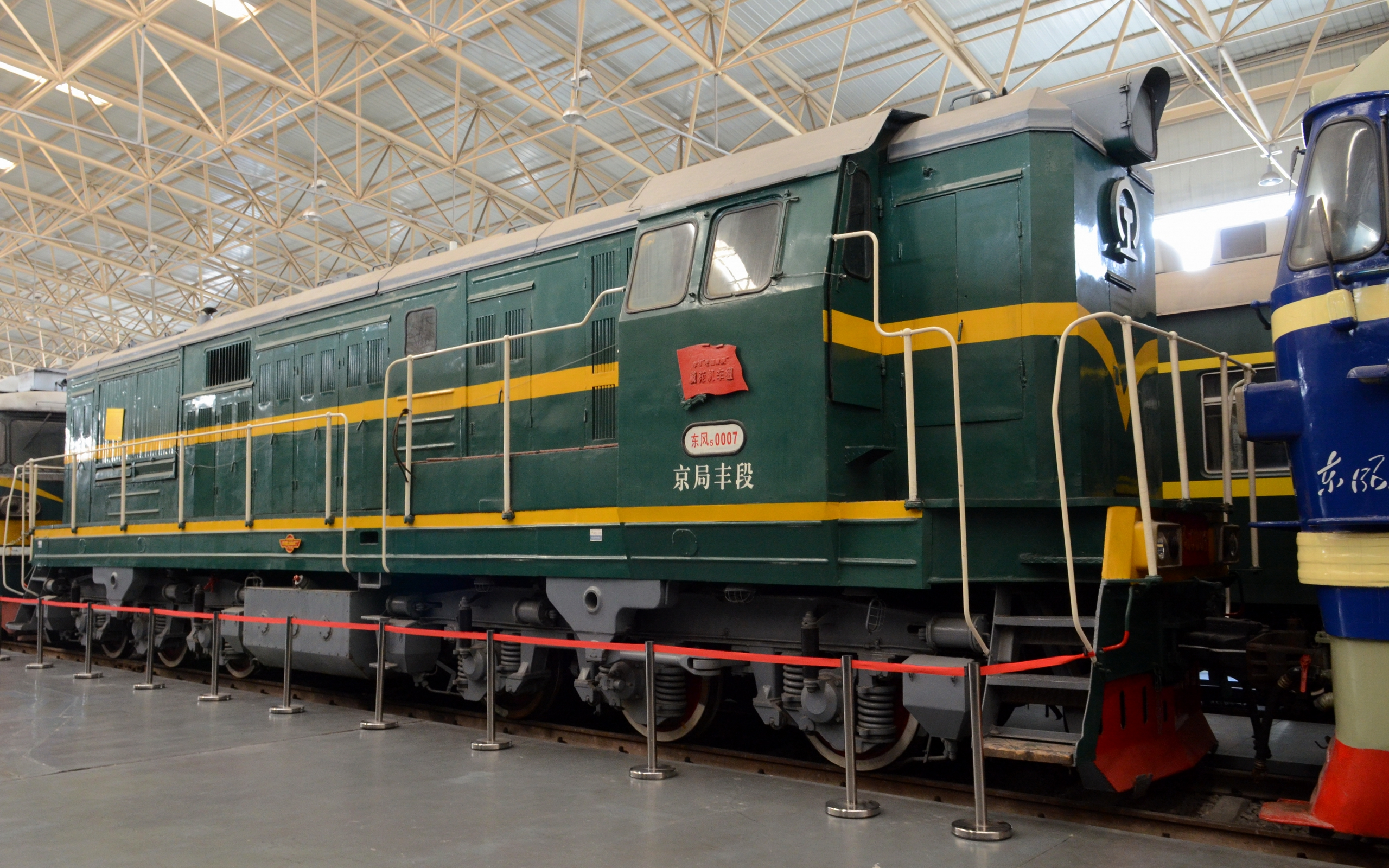
唐山厂制造的东风5型机车

- 东风5型柴油机车

### 铁路客车

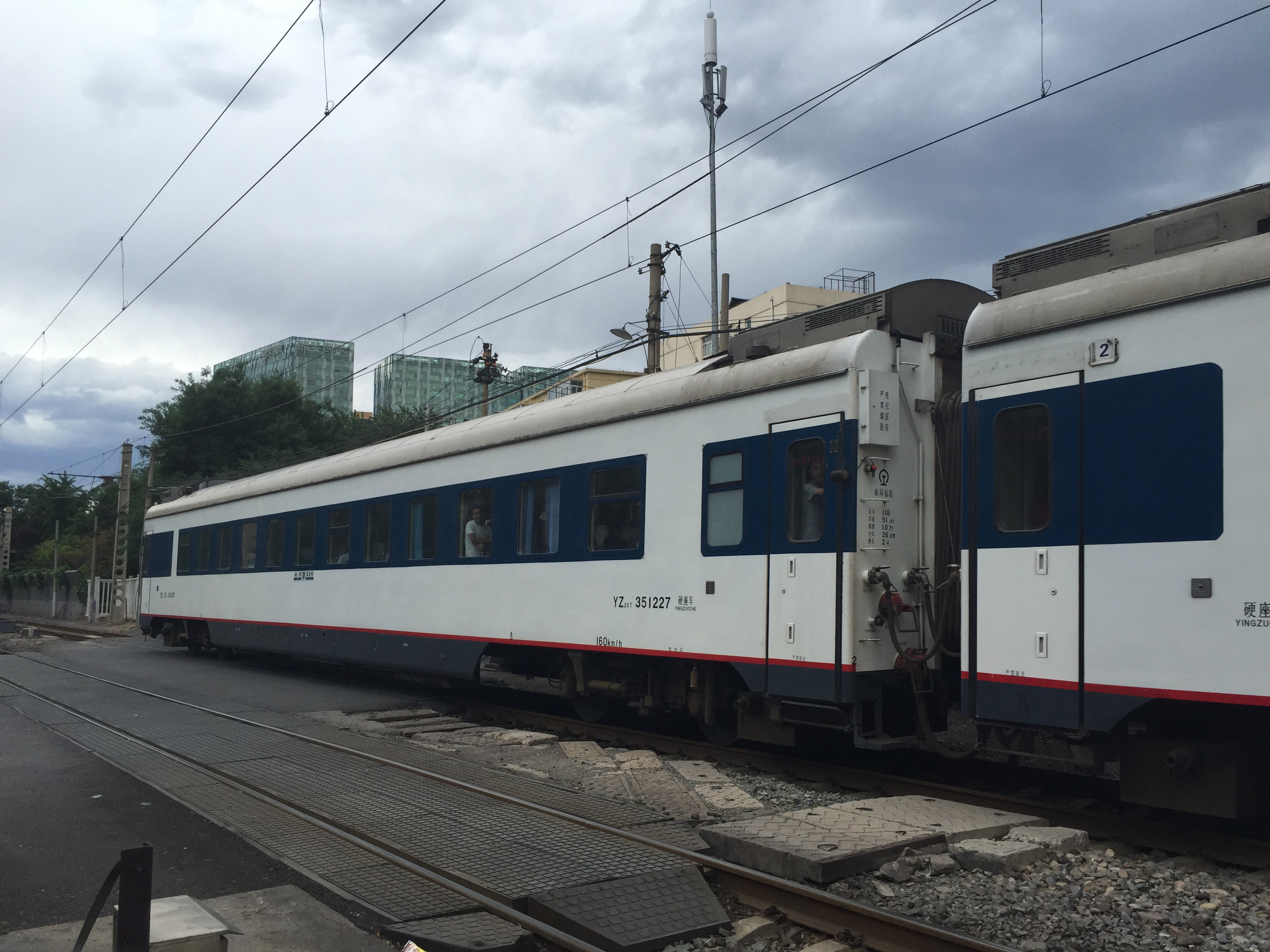
25T型硬座车

- 中国铁路21型客车
- 中国铁路22型客车
- 中国铁路25型客车
- 中国铁路25A型客车
- 中国铁路25B型客车
- 中国铁路25G型客车
- 中国铁路25K型客车
- 中国铁路25T型客车
- DDJ1型電力動車組单层拖车

### 动车组
- NZJ型柴油动车组
- 自行内燃公务动车
- TSD09型柴油动车组
- 出口加纳电传动柴油动车组
- 和谐号CJ1型电力动车组
- 和谐号CJ2型电力动车组
- 和谐号CJ3型电力动车组[30]
- 和谐号CRH3型电力动车组：CRH3A、CRH3C、CRH3X（可变编组动车组）。
- 和谐号CRH380B型电力动车组：CRH380B、CRH380BJ、CRH380BL。
- 复兴号CR200J型电力动车组（2、3系）
- 复兴号CR300BF型电力动车组
- 复兴号CR400BF型电力动车组：CR400BF、CR400BF-A。

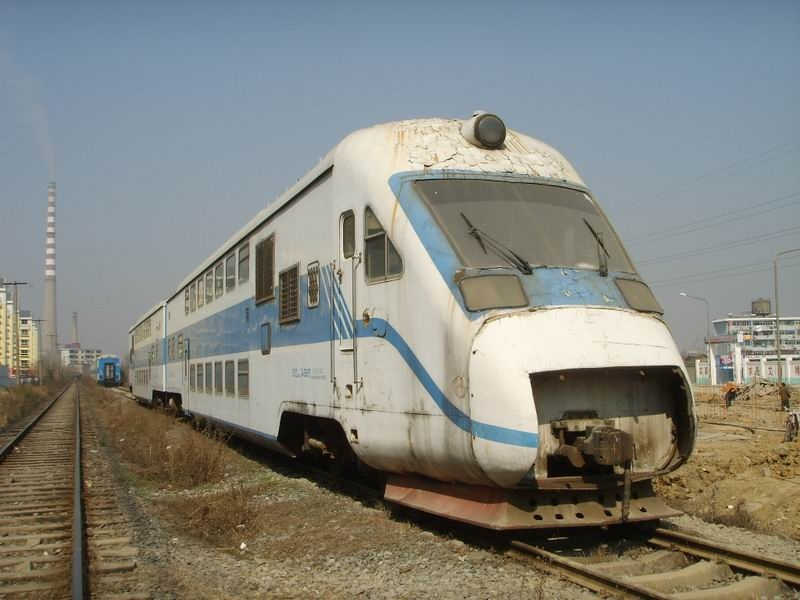
NZJ型“庐山号”柴油动车组
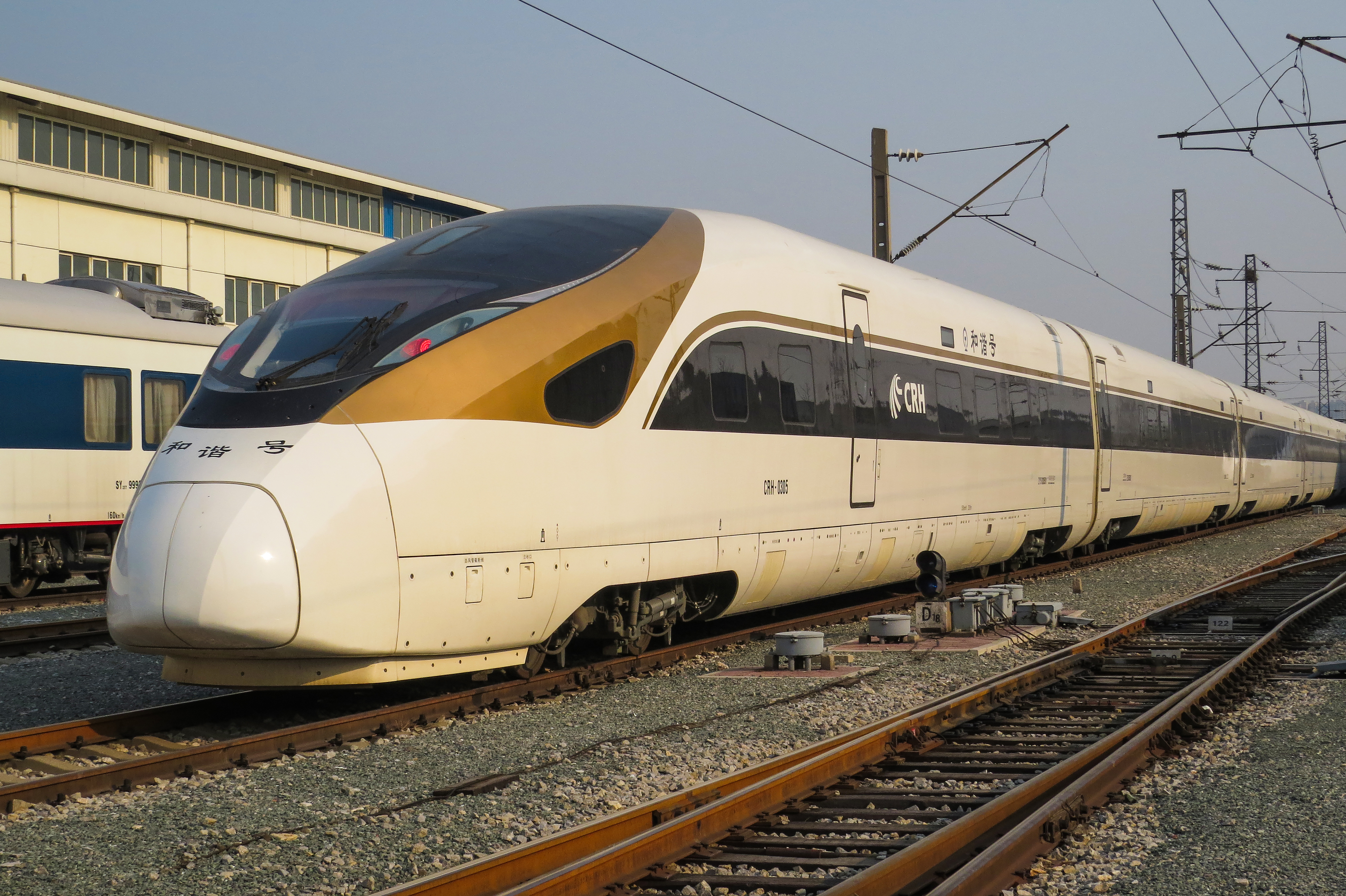
唐山厂制造的第一列CR400BF，车组编号为0305
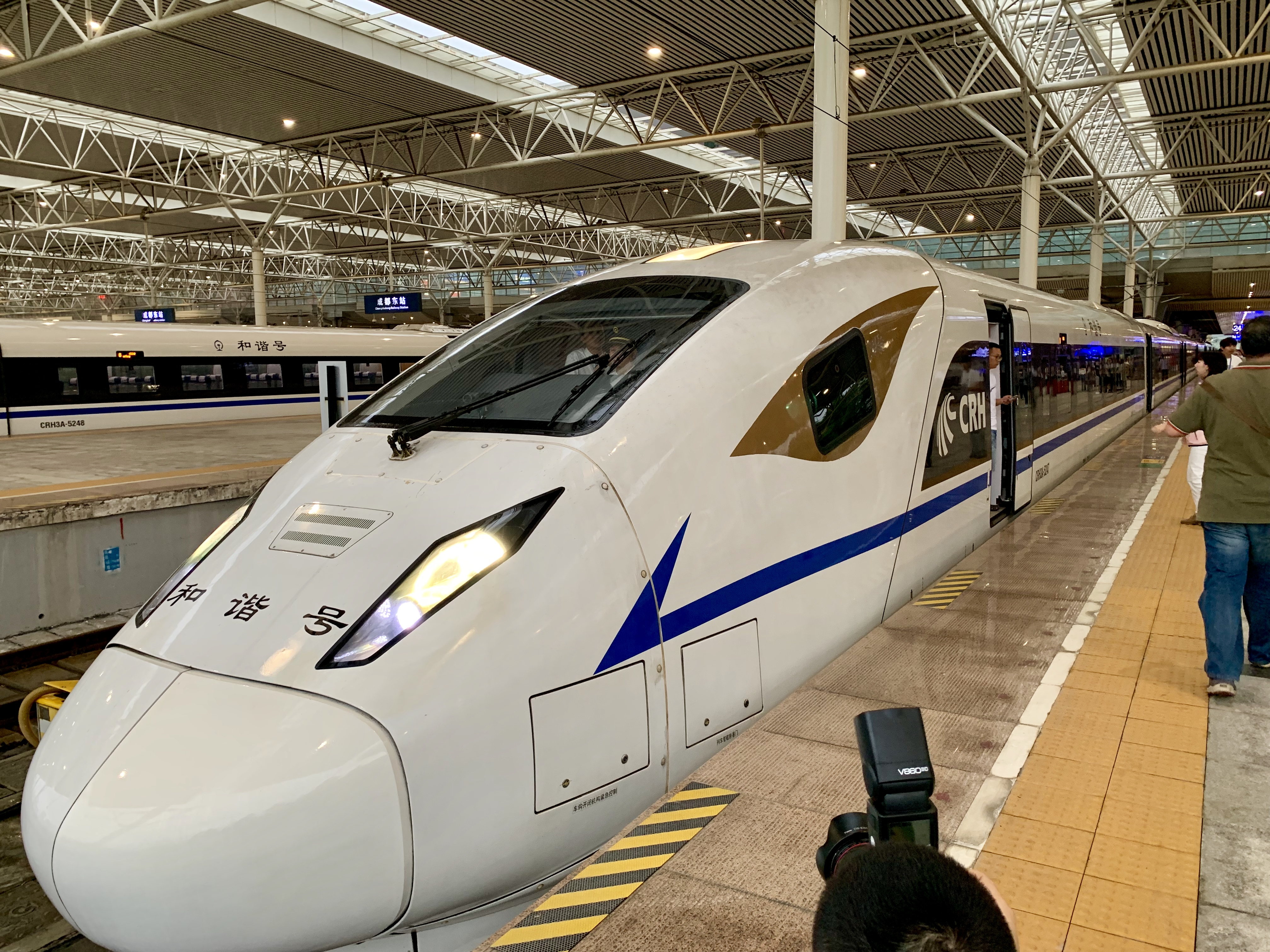
唐山厂制造的CRH3A

### 城市轨道交通车辆
- 北京地铁S1线常导中低速磁悬浮列车
- 长春轻轨70%低地板轻轨车
- 北京地铁13号线列车
- 天津地铁1号线扩编列车
- 天津地铁4号线列车
- 天津地铁5号线列车
- 天津地铁11号线列车
- 厦门轨道交通1号线列车
- 石家庄地铁1号线列车
- 厦门轨道交通2号线列车
- 福州地铁1号线列车
- 福州地铁2号线列车
- 福州地铁6号线列车
- 南昌地铁3号线列车
- 出口葡萄牙波尔图地铁列车
- 出口马来西亚混合动力有轨电车

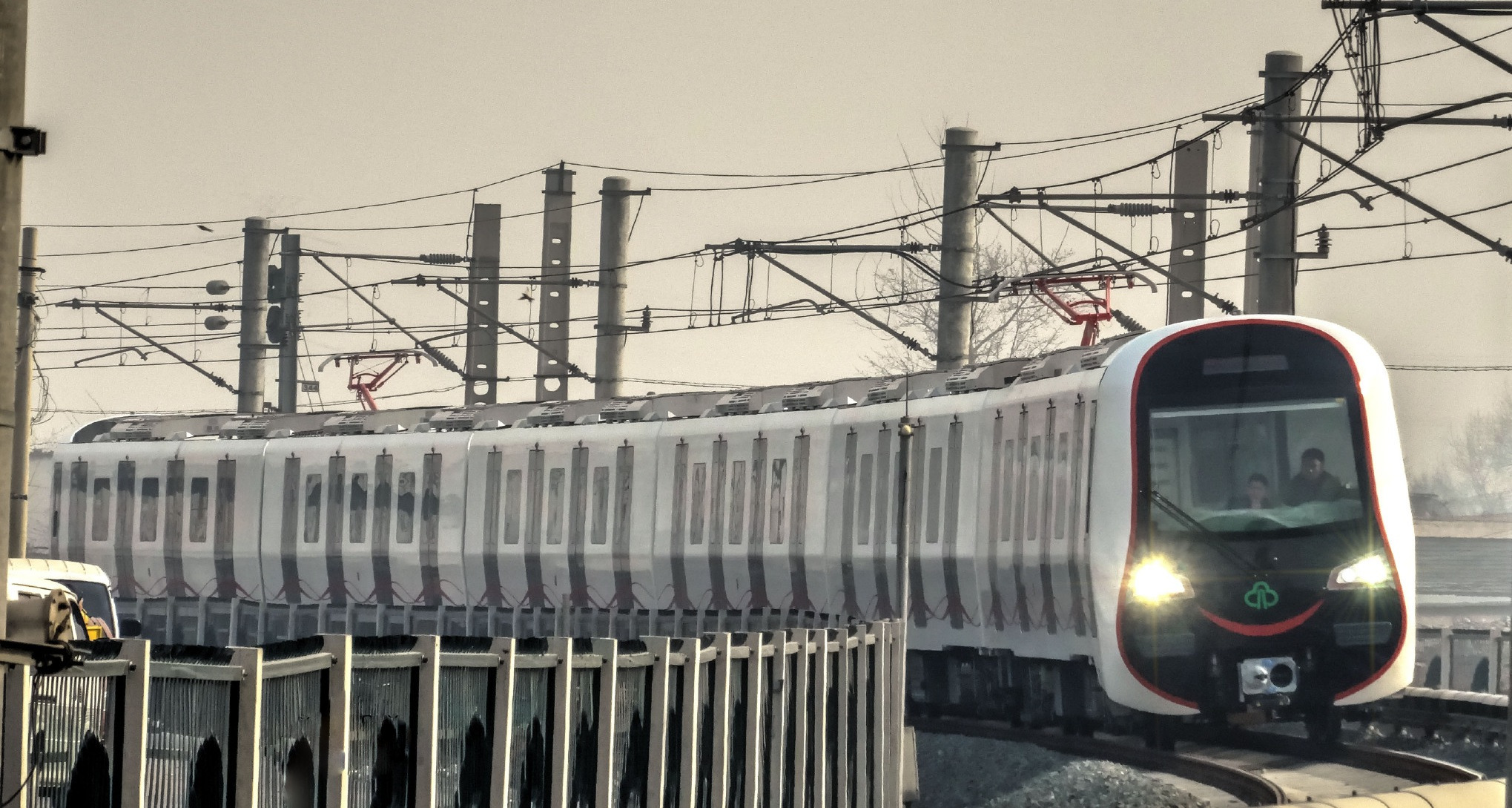
福州地铁1号线列车在环铁试验中
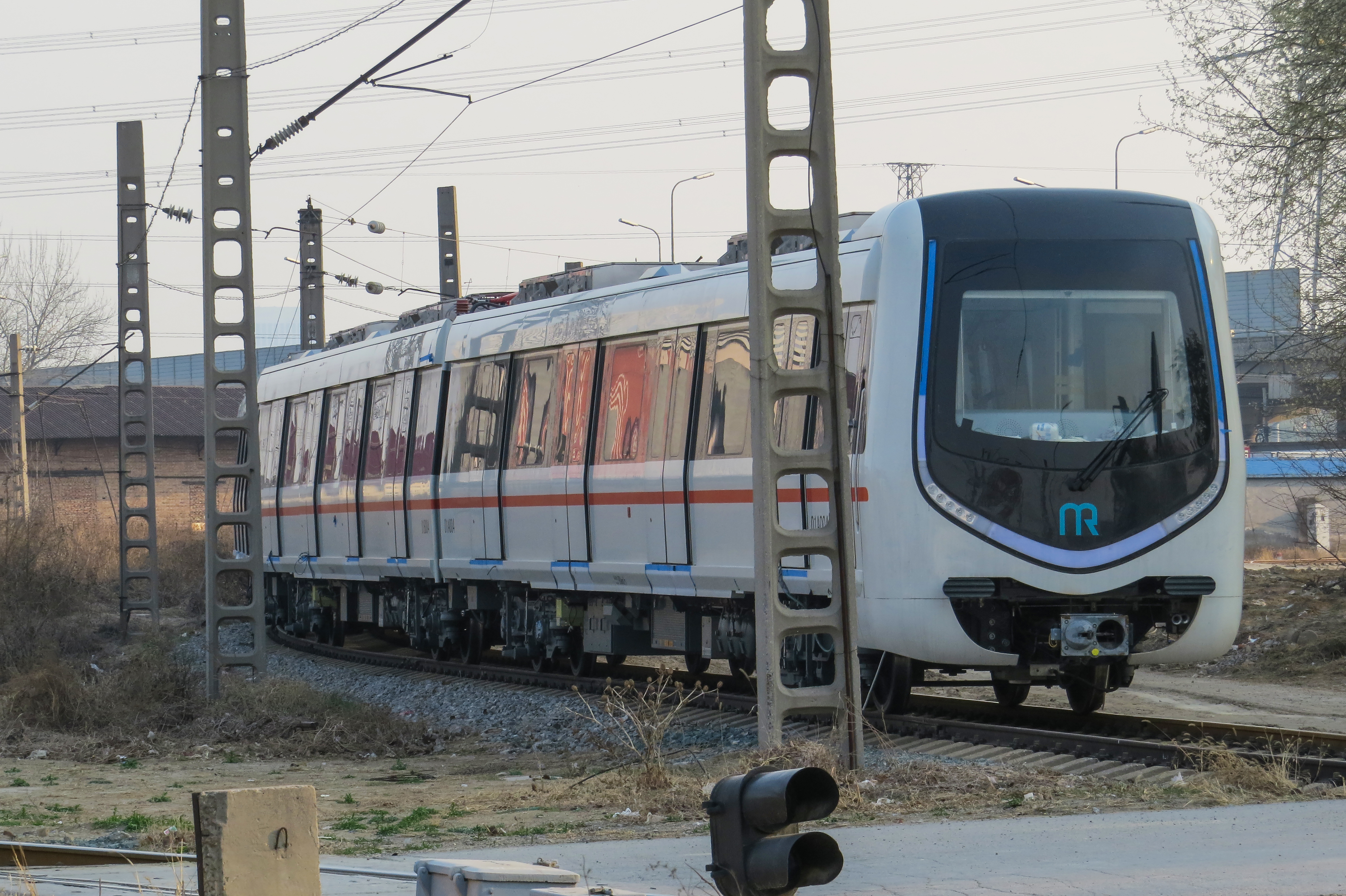
厦门轨道交通1号线列车
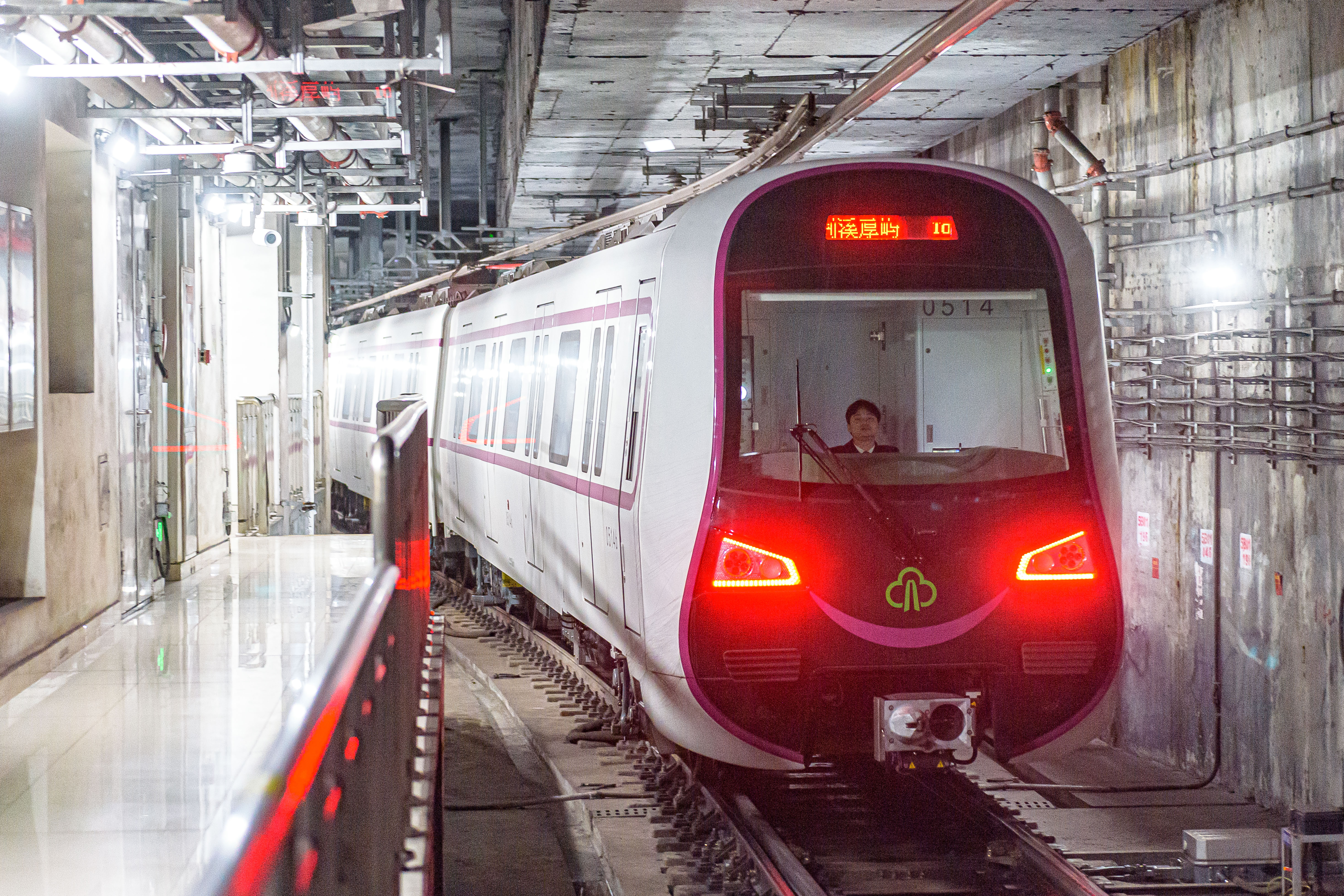
泉州中车唐车公司制造的福州地铁5号线列车
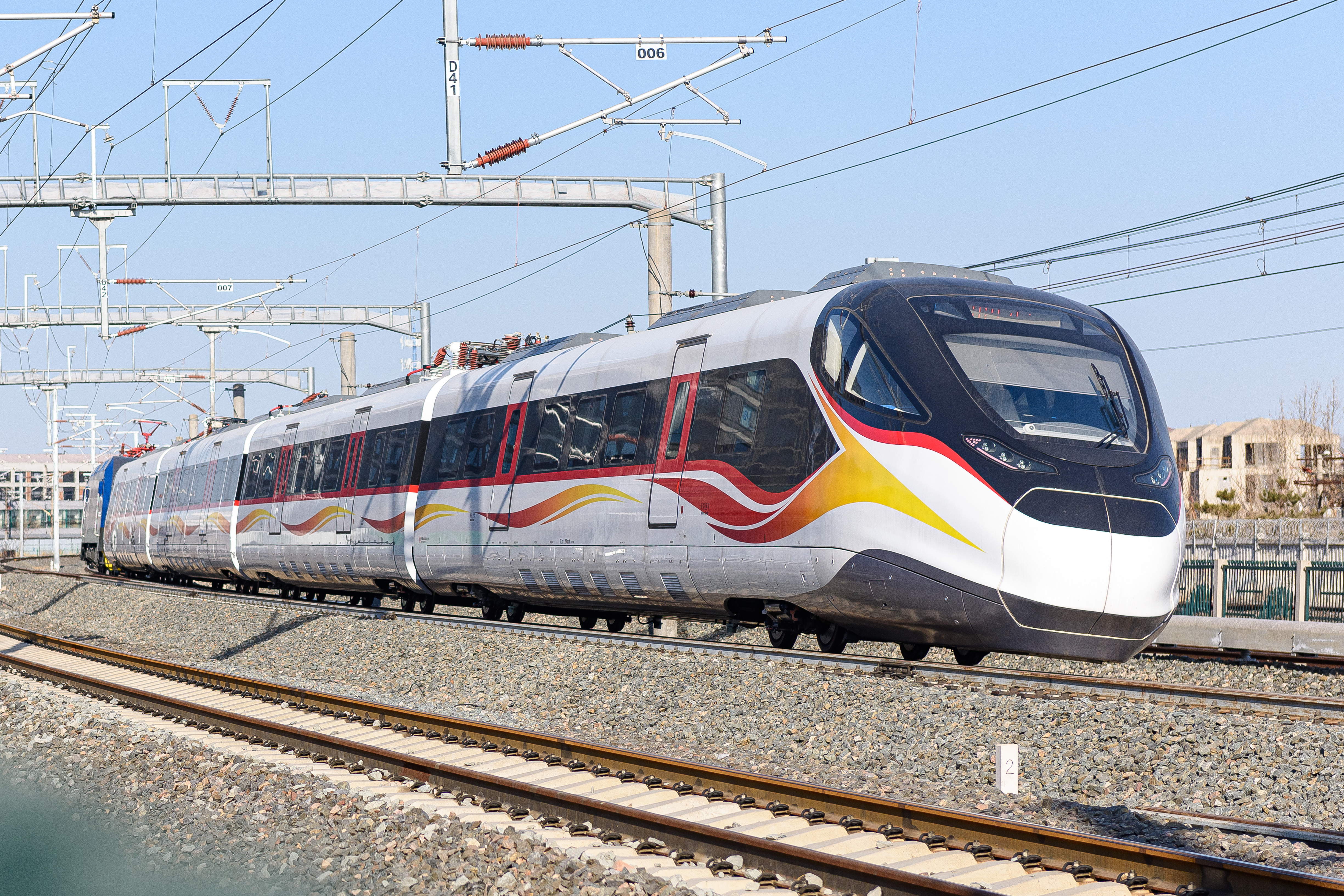
唐山厂制200km/h市域D型车

## 参看
- 中车长春轨道客车股份有限公司
- 中车青岛四方机车车辆股份有限公司
- 中车大同电力机车有限公司
- 中车大连机车车辆有限公司
- 中车株洲电力机车有限公司
- 中车南京浦镇车辆有限公司